# Ностра-Синьора-ди-Гвадалупе-а-Монте-Марио (титулярная церковь)
Ностра-Синьора-ди-Гвадалупе-а-Монте-Марио (лат. Titulus Sanctae Mariae de Guadalupe in Monte Malo) — титулярная церковь была создана Папой Павлом VI в 1969 году. Титул принадлежит приходской церкви Ностра-Синьора-ди-Гвадалупе-а-Монте-Марио, расположенной в пригороде Рима Делла Виттория, на площади Девы Марии Гваделупской.
Церковь, которой принадлежит кардинальский титул, была построена в период с 1928 года по 1932 год мексиканскими дочерями Непорочной Девы Марии Гваделупской и была возведена в ранг прихода в 1936 году по указу кардинала-викария Франческо Маркетти Сельваджиани «Dominici gregis». Приход находится в ведении епархиального духовенства Рима. 

## Список кардиналов-священников титулярной церкви Ностра-Синьора-ди-Гвадалупе-а-Монте-Марио
- Мигель Дарио Миранда-и-Гомес — (28 апреля 1969 — 15 марта 1986, до смерти);
  - вакансия (1986—1988);
- Франц Хенгсбах — (28 июня 1988 — 24 июня 1991, до смерти);
  - вакансия (1991—1994);
- Адольфо Антонио Суарес Ривера — (26 ноября 1994 — 22 марта 2008, до смерти);
  - вакансия (2008—2012);
- Тимоти Долан — (18 февраля 2012 — по настоящее время).